# Alina Goreac

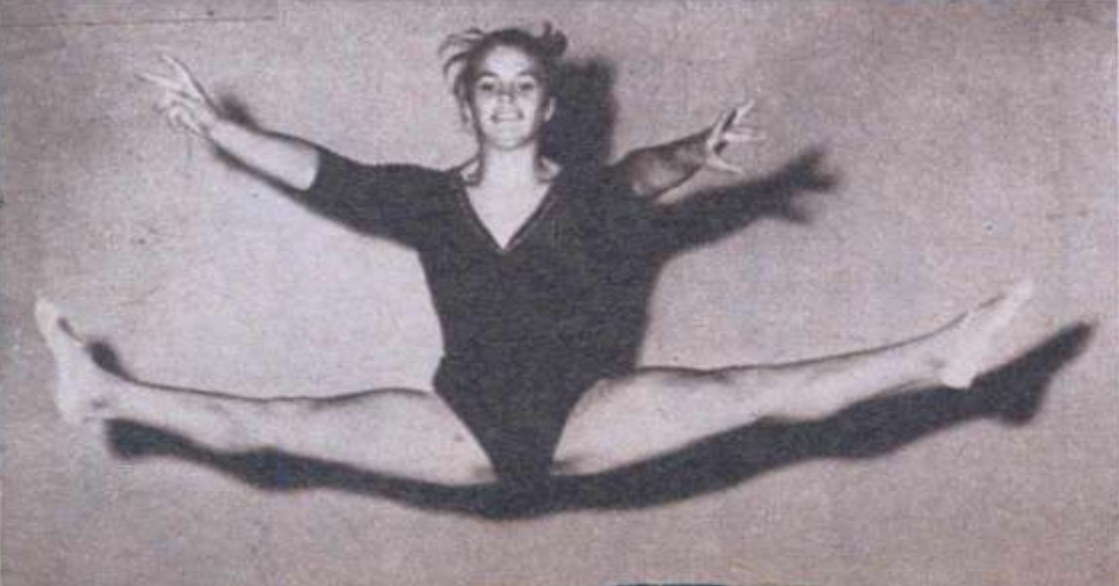
Alina Goreac (1970)

Alina Goreac (* 28. September 1952 in Lugoj) ist eine ehemalige rumänische Kunstturnerin.
Sie betrieb Schwimmen und Ballett, bis sie in Lugoj mit dem Turnen begann. 1969 wechselte Goreac in die Hauptstadt zu Dinamo Bukarest und gehörte von 1969 bis 1979 dem Nationalkader an.
1970 nahm Goreac zum ersten Mal an den Weltmeisterschaften teil und erreichte in Ljubljana mit der rumänischen Turnriege den fünften Platz. Bei den Olympischen Spielen 1972 in München wurde sie mit der Mannschaft Sechste.
Bei den Europameisterschaften 1973 in London konnte Goreac drei Medaillen gewinnen. Am Schwebebalken wurde sie Vize-Europameisterin und am Stufenbarren und am Boden jeweils Dritte. Außerdem erreichte sie im Mehrkampf den vierten Platz, knapp hinter Kerstin Gerschau. Bei den Turn-Weltmeisterschaften 1974 verpasste Goreac die Medaillenränge. Sie war Vierte mit der Mannschaft und beim Sprung sowie Fünfte am Schwebebalken.
1975 gewann Goreac bei den Europameisterschaften zweimal Bronze, am Schwebebalken, punktgleich mit der Sowjet-Turnerin Nelli Kim, sowie beim Sprung. Bei der Universiade 1977 gewann sie die Titel im Mehrkampf und am Schwebebalken und Bronze am Schwebebalken.
Nach ihrer Leistungssportkarriere war Goreac als Kampfrichterin aber vor allem bis 2011 als Trainerin aktiv, zuerst beim CS Viitorul und ab 1986 bei Steaua Bukarest. Ihre Heimatstadt Lugoj ernannte sie 2007 zur Ehrenbürgerin.